# Dorcopsulus
Dorcopsulus (česky klokan, toto jméno se však používá pro více rodů) je rod vačnatců z čeledi klokanovití (Macropodidae).

## Systematika
Za popisnou autoritu rodu Dorcopsulus je pokládán německý přírodovědec Paul Matschie (1916). Některé systémy rod Dorcopsulus sdružují či synonymizují v rámci rodu Dorcopsis, ačkoli od 90. let 20. století bývají oba rody pokládány za samostatné. Zároveň jsou si však oba rody blízce příbuzné, podle fylogenetických studií jde o sesterské taxony.
Současná systematika rozpoznává pouze dva recentní druhy rodu Dorcopsulus, oba endemitní pro ostrov Nová Guinea:
- Dorcopsulus macleayi (Miklouho-Maclay, 1885) – klokan Macleayův, výskyt ve střední a jihovýchodní Papui Nové Guineji;
- Dorcopsulus vanheurni (Thomas, 1922) – klokan lysoocasý, výskyt v Centrálním pohoří a na poloostrově Huon, subfosilní pozůstatky pak prokazují původní výskyt na severním pobřeží Nové Guineje a na poloostrově Ptačí hlava.

## Popis
Klokan Macleayův dosahuje celkové délky těla 435–460 mm, délky ocasu 315–346 mm a hmotnosti 2,5–3,4 kg. O něco menší klokan lysoocasý dosahuje délky hlavy a těla 315–446 mm, délky ocasu 225–402 mm a hmotnosti 1,5–2,3 kg. Oba dva druhy se vyznačují hustou měkkou srstí sytě šedohnědého zbarvení, s tmavšími boky a světlejšími spodními partiemi. Brada, pysky a hrdlo jsou bělavé. Ocas je rovnoměrně osrstěný, byť směrem ke konci olysalý. V případě klokana Macleayova srst schází v poslední třetině až čtvrtině ocasu, u klokana lysoocasého bývá tento podíl ještě markantnější. Samice mají čtyři mléčné bradavky a dobře vyvinutý vak, jenž se otevírá směrem dopředu.
O chování a ekologii těchto klokanů bylo získáno pouze minimum informací. Obývají horské lesy až do nadmořské výšky 3 100 m (v případě klokana lysoocasého) a jde zřejmě o noční zvířata, byť některá pozorování svědčí i pro denní aktivitu. V potravě zřejmě dominuje rostlinná složka, zmiňovány jsou plody a listy fíkovníků (Ficus). Samice rodí jedno až dvě mláďata.

## Ohrožení
Mezinárodní svaz ochrany přírody považuje klokana lysoocasého za téměř ohrožený druh (zvláště v důsledku lovu místními obyvateli), klokana Macleayova pak za málo dotčený druh.